# Al-Birweh
Al-Birwa é um vilarejo, a 10,5 quilômetros de Acre, na Galileia.